# Paradise Ballroom
Paradise Ballroom è un disco del 1976 della Graeme Edge Band, gruppo fondato da Graeme Edge, batterista della band rock inglese dei Moody Blues.

## Tracce
1. Paradise Ballroom
2. Human
3. Everybody Needs Somebody
4. All Is Fair
5. Down, Down, Down
6. In The Night Of The Light
7. Caroline

## Formazione
- Graeme Edge: Batteria
- Adrian Gurvitz: Chitarra, Tastiera, Voce
- Paul Gurvitz: Basso, Voce